# Tamara (2016)
Tamara is een Franse komische film uit 2016, geschreven en geregisseerd door Alexandre Castagnetti en gebaseerd op de gelijknamige stripalbums Tamara van Christian Darasse en Benoît Drousie. De film ging in première op 25 augustus op het Festival du film francophone d'Angoulême. In 2018 kwam er een vervolg in de zalen.

## Verhaal
Tamara is een vijftienjarig meisje dat complexen heeft over haar rondingen. Ze gaat met haar beste vriendin een weddenschap aan om uit te gaan met de eerste jongen die de klas binnenkomt. De jongen blijkt echter Diego te zijn, de populairste jongen van de school, waar alle meisjes verliefd op zijn. Tamara zal alles op alles moeten zetten om haar weddenschap te winnen en zal daarbij moeten optornen tegen de pestkoppen in school. Thuis heeft ze ook nog eens te maken met een overbezorgde moeder en een bemoeiziek klein zusje.

## Rolverdeling
| Acteur          | Personage      |
| --------------- | -------------- |
| Héloïse Martin  | Tamara         |
| Sylvie Testud   | Amandine       |
| Rayane Bensetti | Diego          |
| Cyril Gueï      | Chico          |
| Bruno Salomone  | Philippe-André |
| Oulaya Amamra   | Jelilah        |
| Blanche Gardin  | Valérie        |
| Jimmy Labeeu    | Wagner         |